# Microrégion de Votuporanga
La microrégion de Votuporanga est l'une des huit microrégions qui subdivisent la mésorégion de São José do Rio Preto de l'État de São Paulo au Brésil.
Elle comporte 9 municipalités qui regroupaient 135 516 habitants en 2006 pour une superficie totale de 3 198 km².

## Municipalités[1]
- Álvares Florence
- Américo de Campos
- Cardoso
- Cosmorama
- Parisi
- Pontes Gestal
- Riolândia
- Valentim Gentil
- Votuporanga